# Qualificazioni alla Coppa del Mondo di rugby 2007 - Europa
Le qualificazioni europee alla Coppa del Mondo di rugby 2007 si tennero tra il 2004 e il 2007 e riguardarono 31 squadre nazionali europee che dovettero esprimere 3 qualificate direttamente alla Coppa e destinarne una ai ripescaggi intercontinentali.
Alla Coppa del Mondo di rugby 2007 furono ammesse di diritto le otto squadre quartifinaliste dell'edizione del 2003; per quanto riguarda le squadre europee di prima fascia tutto il Sei Nazioni a parte l'Italia era automaticamente qualificato, dall'Inghilterra campione del mondo a Scozia, Irlanda e Galles eliminate ai quarti di finale.
Le qualificazioni si svolsero su sei turni e 86 incontri e si appoggiarono, al fine di selezionare cinque delle sei squadre per il turno decisivo di qualificazione (la sesta era l'Italia, ammessa all'ultima fase), sulle varie divisioni del campionato europeo 2004-06.
L'incontro inaugurale delle qualificazioni si tenne il 4 settembre 2004 al Casal de l'Esport di Andorra la Vella tra la squadra del piccolo principato e la Norvegia, e vide come arbitro d'eccezione il sudafricano André Watson, ritiratosi dopo la finale della Coppa del Mondo di rugby 2003 e richiamato dall'International Rugby Board per dirigere tale incontro, prima del quale si tennero delle celebrazioni con l'esposizione della Webb Ellis Cup detenuta in quel momento dall'Inghilterra campione del mondo uscente.
L'atto finale fu più di due anni dopo, con la partita di spareggio che diede alla Georgia la terza piazza europea alla Coppa del Mondo (Italia e Romania si erano qualificate già al turno precedente) e destinò il Portogallo ai ripescaggi interzona, dai quali sarebbe emersa come qualificata.

## Criteri di qualificazione
Per 30 delle 31 squadre in gara il torneo si sviluppò sul campionato d'Europa 2004-06, la cui prima divisione era biennale, mentre la seconda e la terza erano annuali.
L'Italia attendeva invece al quinto turno, cui era ammessa di diritto, mentre le sei squadre della prima divisione europea, oltre ad avere tutte la garanzia del passaggio di almeno un turno, partirono dal terzo.
I primi tre turni furono in pratica coincidenti con le promozioni e le retrocessioni tra le due divisioni inferiori, mentre il torneo di qualificazione svincolato dal campionato europeo iniziò dal quarto turno.
- Primo turno (settembre — ottobre 2004). Esso coincise con la terza divisione 2004-05 del campionato d'Europa. Otto squadre affrontarono un turno di eliminazione diretta in doppia gara; le quattro vincenti furono ammesse al secondo turno.
- Secondo turno (ottobre 2004 — giugno 2005). Esso coincise con la seconda divisione 2004-05 di detto campionato. Le squadre partecipanti furono 20, 4 delle quali provenienti dal primo turno. Le squadre furono ripartite in quattro gironi da cinque squadre ciascuna. Al terzo turno passarono dieci squadre, ovvero le prime due classificate di ogni girone più le due migliori terze, determinate, queste ultime, da uno spareggio a eliminazione diretta in doppia gara tra le quattro terze classificate.
- Terzo turno. Esso comprese due tornei indipendenti tra di loro:
  - Prima divisione del campionato europeo 2004-06 (novembre 2004 — giugno 2006): sei squadre si affrontarono in un girone all'italiana di andata e ritorno. Esso, a parte assegnare il titolo di campione d'Europa per il biennio, destinò le prime tre squadre classificate direttamente al quinto turno e le ultime tre al quarto.
  - Seconda divisione 2005-06 del campionato europeo 2004-06 (ottobre 2005 — maggio 2006): a essa presero parte le dieci squadre promosse dal secondo turno, che furono ripartite in due gironi all'italiana con gara di sola andata. Alla fine della fase a gironi si tenne uno spareggio tra le vincitrici dei due gironi in gara di andata e ritorno, e la vincente di tale confronto fu ammessa al quarto turno.
- Quarto turno (settembre 2006): esso si tenne tra le quattro classificate, tre provenienti dalla prima divisione e una dalla seconda divisione europea. Le squadre furono accoppiate in un turno a eliminazione diretta di andata e ritorno, e le due squadre vincenti accedettero al quarto turno.
- Quinto turno (ottobre 2006): a tale turno parteciparono l'Italia, ivi ammessa direttamente, le prime tre classificate della prima divisione europea 2004-06 e le due squadre superstiti del quarto turno. Le squadre vennero ripartite in due gironi; il primo, con testa di serie l'Italia, espresse la qualificata Europa 1; il secondo, avente come testa di serie la squadra campione d'Europa, espresse la qualificata Europa 2; dette due qualificate furono le vincenti dei due gironi. Le due seconde classificate accedettero al turno di spareggio.
- Turno di spareggio (novembre 2006): incontro a gara doppia tra le due seconde classificate dei due gironi al quinto turno. La vincente fu qualificata direttamente alla Coppa del Mondo come Europa 3, mentre la squadra sconfitta fu destinata ai ripescaggi intercontinentali.

## Situazione prima degli incontri di qualificazione
| Primo turno | Secondo turno | Terzo turno | Quarto turno | Quinto turno | Spareggio                                               | Qualificate |
| --- | --- | --- | --- | --- | ------------------------------------------------------- | --- |
| 3ª divisione 2004-05: - Andorra - Austria - Bosnia ed Erzegovina - Bulgaria - Finlandia - Israele - Lituania - Norvegia | 2ª divisione 2004-05: - Belgio - Croazia - Danimarca - Germania - Lettonia - Lussemburgo - Malta - Moldavia - Paesi Bassi - Polonia - Serbia e Montenegro - Slovenia - Spagna - Svezia - Svizzera - Ungheria - Qualif. 1º turno - Qualif. 1º turno - Qualif. 1º turno - Qualif. 1º turno | 1ª divisione 2004-06: - Georgia - Portogallo - Rep. Ceca - Romania - Russia - Ucraina 2ª divisione 2005-06: - 1ª class. 2ª div. 2004-05 - 2ª class. 2ª div. 2004-05 - 3ª class. 2ª div. 2004-05 - 4ª class. 2ª div. 2004-05 - 5ª class. 2ª div. 2004-05 - 6ª class. 2ª div. 2004-05 - 7ª class. 2ª div. 2004-05 - 8ª class. 2ª div. 2004-05 - 9ª class. 2ª div. 2004-05 - 10ª class. 2ª div. 2004-05 | - Vincitore 2ª div. 2005-06 - 4ª class. 1ª div. 2004-06 - 5ª class. 1ª div. 2004-06 - 6ª class. 1ª div. 2004-06 | Girone A: - Italia - 3ª class. 1ª div. 2004-06 - Qualif. dal 4º turno Girone B: - Vincitore 1ª div. 2004-06 - 2ª class. 1ª div. 2004-06 - Qualif. dal 4º turno | - 3ª class. gir. A 5º turno - 3ª class. gir. B 5º turno | Classificate direttamente: - 1ª class. gir. A 5º turno - 1ª class. gir. B 5º turno - Vincente spareggio Ai ripescaggi: - Sconfitta spareggio |

## Primo turno

### Esito del primo turno
- Andorra, Austria, Bulgaria e Lituania: ammesse al terzo turno

## Secondo turno

### Esito del secondo turno
- Germania, Polonia, Belgio, Spagna, Croazia, Paesi Bassi, Serbia e Montenegro, Moldavia, Andorra e Malta: ammesse al terzo turno

## Terzo turno

### Esito del terzo turno
- Romania, Georgia e Portogallo: ammesse al quinto turno
- Spagna, Russia, Rep. Ceca e Ucraina: ammesse al quarto turno

## Quarto turno
|  | Play-off  |           |    |    |    |  |
|  |           |           |    |    |    |  |
|  | Rep. Ceca | Rep. Ceca | 12 | 17 | 29 |  |
|  | Spagna    | Spagna    | 33 | 46 | 79 |  |
|  | Ucraina   | Ucraina   | 11 | 17 | 28 |  |
|  | Russia    | Russia    | 25 | 37 | 62 |  |

Il quarto turno fu disputato anch'esso con il metodo dell'eliminazione diretta: oltre alla Spagna, vincitrice del terzo turno, vi presero parte la Russia, la Rep. Ceca e l'Ucraina, classificate nell'ordine dal quarto al sesto posto della prima divisione del campionato d'Europa 2004-06.
La Spagna fu accoppiata alla Repubblica Ceca, regolata nel doppio confronto con due vittorie per un complessivo 79-29 (33-12 a Říčany e 46-17 a Madrid).
Analogamente, la Russia regolò con due vittorie l'Ucraina, 25-11 a Odessa e 37-17 a Mosca.
| Arbitro: | Andrew Small |

|                      |      |                                 |
| Skall 50’ Jursík 60’ | mt   | 33’ Mata 45’ Feijoo 62’ Álvarez |
| Kafka 50’            | tr   | 33’, 45’, 62’ Roqué             |
|                      | c.p. | 10’, 22’, 53’, 56’ Roqué        |

| Arbitro: | Neil Ballard |

|                          |      |                                   |
| Melnykov 69’             | mt   | 19’ Ignat'ev 46’ Romak 75’ Kobcev |
|                          | tr   | 19’ Kušnarëv 75’ Motorin          |
| Cerkovnyj 24’ Ljubjy 49’ | c.p. | 65’ Kušnarëv 80+2’ Motorin        |

| Arbitro: | David Rosich |

|                                                             |      |                       |
| Camacho 5’ Marlet 11’ Canosa 19’ Roqué 45’ Álvarez 48’, 80’ | mt   | 27’ Kafka 68’ Pachman |
| Roqué 5’, 11’, 19’, 48’ Kovalenko 80’                       | tr   | 27’, 68’ Kafka        |
|                                                             | c.p. | 10’ Kafka             |

| Arbitro: | Carlo Damasco |

|                                                    |      |                                 |
| Galinovskij 22’ Chrokin 54’ Kuzin 68’ Polovych 77’ | mt   | 37’ M. Kirsanov 45’, 48’ Ljubjy |
| Motorin 22’, 54’, 68’, 77’                         | tr   | 45’ Liubij                      |
| Motorin 4’, 64’ Kobzev 75’                         | c.p. |                                 |

### Esito del quarto turno
- Russia e Spagna: ammesse al quinto turno

## Quinto turno
Al quinto turno di qualificazione fu ammessa direttamente l'Italia come testa di serie di uno dei due gironi di tre squadre ciascuna che dovevano esprimere le prime due qualificate per la zona europea; nel secondo girone la testa di serie fu la Romania, campione d'Europa 2004-06; Georgia e Portogallo si qualificarono a tale turno come seconda e terza classificata del campionato europeo dopo la Romania, e Russia e Spagna provennero dal quarto turno.
Nel girone A l'Italia risolse la pratica-qualificazione nei primi due incontri, battendo all'Aquila il Portogallo per 87-0 e, una settimana più tardi, la Russia a Mosca per 67-7.
Per il secondo posto nel girone la lotta fu decisa all'ultimo incontro a Lisbona, dove il Portogallo batté la Russia e rimase in corsa per la qualificazione diretta; nel girone B fu invece la Romania a vincere a punteggio pieno il suo girone; la Spagna, che era riuscita a superare due turni a eliminazione diretta, fu sconfitta 37-23 nell'ultimo incontro del girone dalla Georgia, lasciando quindi agli ex sovietici l'occasione di spareggiare contro il Portogallo per la terza europea alla Coppa del Mondo.

### Girone A
| Arbitro: | Donal Courtney |

| |    |  |
| 2’, 13’, 45’ Robertson 6’, 8’, 24’ Stanojevic 40’ Dellapè 41’, 61’ Masi 51’ Canavosio 64’ Bortolami 68’ Mirco Bergamasco 79’ Festuccia | mt |  |
| 2’, 8’, 13’, 24’, 40’, 41’, 45’, 61’ D. Bortolussi 68’ Peens                                                                           | tr |  |

| Arbitro: | Christophe Berdos |

|             |      | |
| 71’ Chrokin | mt   | 10’ Castrogiovanni 17’ Masi 22’, 37’ Robertson 44’, 53’ Mirco Bergamasco 45’ Bortolami 59’, 80'+3’ Canavosio |
| 71’ Motorin | tr   | 10’, 17’, 37’, 44’, 45’, 53’, 59’, 80'+3’ D. Bortolussi                                                      |
|             | c.p. | 6’, 42’ D. Bortolussi                                                                                        |

| Arbitro: | Peter Fitzgibbon |

|                                     |      |                          |
| 24’ Aguilar 71’ Diogo Mateus        | mt   | 2’ Kuzin 43’, 61’ Gračev |
| 24’ Malheiro 71’ D. Pinto           | tr   | 61’ Motorin              |
| 12’, 46’, 58’ Malheiro 66’ D. Pinto | c.p. | 15’, 52’ Motorin         |

#### Classifica girone A
|  | Squadra    | G | V | N | P | P+  | P-  | diff. | PT |
|  | ---------- | - | - | - | - | --- | --- | ----- | -- |
|  | Italia     | 2 | 2 | 0 | 0 | 150 | 7   | +143  | 6  |
|  | Portogallo | 2 | 1 | 0 | 1 | 26  | 106 | -80   | 4  |
|  | Russia     | 2 | 0 | 0 | 2 | 30  | 93  | -63   | 2  |

### Girone B
| Arbitro: | Wayne Barnes |

|                                    |      |                    |
| 44’ Gontineac                      | mt   | 76’ Zedginidze     |
| 10’, 29’, 40+1’, 65’, 80+3’ Vlaicu | c.p. | 40+7’ Urjukashvili |

| Arbitro: | Malcolm Changleng |

|                                         |      |                                                                   |
| 26’ Álvarez Prieto 47’ Sempere 67’ Mota | mt   | 30’ Gontineac 36’ tecnica 41’, 61’ Dascalu 46’ Vlaicu 74’ Mersoiu |
| 47’ Roqué Segovia                       | tr   | 30’, 36’, 46’, 61’, 74’ Vlaicu                                    |
|                                         | c.p. | 23’ Vlaicu                                                        |
| 11’ Roqué Segovia                       | drop |                                                                   |

| Tbilisi 28 ottobre 2006 | Georgia     | 37 – 23 referto | Spagna | Stadio Meskhi (10 000 spett.)\| Arbitro: \| Peter Allan \| |
| Arbitro:                | Peter Allan |                 |        |                                                            |

#### Classifica girone B
|  | Squadra | G | V | N | P | P+ | P- | diff. | PT |
|  | ------- | - | - | - | - | -- | -- | ----- | -- |
|  | Romania | 2 | 2 | 0 | 0 | 63 | 28 | +35   | 6  |
|  | Georgia | 2 | 1 | 0 | 1 | 45 | 43 | +2    | 4  |
|  | Spagna  | 2 | 0 | 0 | 2 | 43 | 80 | -37   | 2  |

### Esito del quinto turno
- Italia e Romania: qualificate alla Coppa del Mondo
- Georgia e Portogallo: al turno di spareggio per la terza qualificata europea

## Turno di spareggio
Lo spareggio servì a designare la squadra europea numero 3; nel doppio confronto tra Portogallo e Georgia prevalse quest'ultima, vincendo 17-3 a Tbilisi e poi impattando 11-11 a Lisbona.
Il Portogallo fu destinato altresì ai ripescaggi interzona, che videro impegnate, per ogni zona di qualificazione, la migliore delle non classificate direttamente.
| Arbitro: | Carlo Damasco |

|                                      |      |              |
| Khinchagashvili 7’ Khamashuridze 50’ | mt   |              |
| Jimsheladze 7’, 50’                  | tr   |              |
| Jimsheladze 53’                      | c.p. | 45’ Malheiro |

| Arbitro: | Tim Hayes |

|                   |      |                     |
| Mateus 38’        | mt   | 32’ Labadze         |
| Malheiro 11’, 23’ | c.p. | 8’, 14’ Jimsheladze |

### Esito dello spareggio
- Georgia: qualificata alla Coppa del Mondo
- Portogallo: ai ripescaggi interzona

## Quadro generale delle qualificazioni
In grassetto le squadre qualificate al turno successivo
| Primo turno | Secondo turno | Terzo turno | Quarto turno                            | Quinto turno                                                                                                | Spareggio              | Qualificate |
| --- | --- | --- | --------------------------------------- | --- | ---------------------- | --- |
| 3ª divisione 2004-05: - Andorra - Austria - Bosnia ed Erzegovina - Bulgaria - Finlandia - Israele - Lituania - Norvegia | 2ª divisione 2004-05: - Belgio - Croazia - Danimarca - Germania - Lettonia - Lussemburgo - Malta - Moldavia - Paesi Bassi - Polonia - Serbia e Montenegro - Slovenia - Spagna - Svezia - Svizzera - Ungheria - Andorra - Austria - Bulgaria - Lituania | 1ª divisione 2004-06: - Georgia (al 5º turno) - Portogallo (al 5º turno) - Rep. Ceca - Romania (al 5º turno) - Russia - Ucraina 2ª divisione 2005-06: - Germania - Polonia - Belgio - Spagna - Croazia - Paesi Bassi - Serbia e Montenegro - Moldavia - Andorra - Malta | - Spagna - Russia - Rep. Ceca - Ucraina | Girone A: - Italia (qualificata) - Portogallo - Russia Girone B: - Romania (qualificata) - Georgia - Spagna | - Portogallo - Georgia | Classificate direttamente: - Italia (Europa 1) - Romania (Europa 2) - Georgia (Europa 3) Ai ripescaggi: - Portogallo |